# Viaduc des Eaux-salées
Le viaduc des Eaux-salées, est un pont ferroviaire, de la ligne de Miramas à l'Estaque par Port-de-Bouc,.  Situé sur la limite entre les communes de Carry-le-Rouet à l'ouest et Ensuès-la-Redonne à l'est, il franchit l'extrémité sud du vallon de Graffiane, en bordure de mer, en un point où existent des sources salées, qui ont donné son nom à la plage voisine puis au pont. 
La plage des Eaux-salées et son viaduc sont un but de promenade apprécié, on y accède, uniquement à pied, depuis Carry-le-Rouet par la plage du Rouet, ou Ensuès-la-Redonne par la madrague de Gignac.

## Historique
La Compagnie des chemins de fer de Paris à Lyon et à la Méditerranée (PLM), demande une concession pour construire une voie ferrée permettant, par sécurité, de doubler la section de Miramas à Marseille. Elle l'obtient en 1883 avec la concession de la ligne Miramas - Estaque par Port-de-Bouc,.
La compagnie confie la conception du viaduc aux ingénieurs Paul Séjourné et Alfred Delaly. L'ouvrage est achevé en 1914, et la voie ferrée est ouverte au trafic ferroviaire en 1915,.
La Commission régionale du patrimoine et des sites (CRPS), de la région Provence-Alpes-Côte d'Azur (PACA) lui a attribué le label patrimoine XXe siècle le 28 novembre 2000,.

## Caractéristiques
Le viaduc située au point kilométrique, pk 857,58, de la ligne, entre les gares de Carry-le-Rouet et de la Redonne-Ensuès. Il mesure 143 mètres de long, longueur portée à 246 mètres en comptant les avant-ponts de part et d'autre. 
Le tablier sur lequel est établie la voie ferrée, repose sur un ouvrage en maçonnerie composé d'une arche centrale et d'une série de voûtains de part et d'autre. L'arche, de 50 mètres de portée et 25 m de hauteur, est ancrée au sol avec des fondations s'enfonçant à 22 mètres sous le niveau de la mer côté l'Estaque, et sur le rocher massif à +5.00m au dessus du niveau de la mer coté Miramas. Elle est relayée de chaque côté par cinq voûtains en plein-cintre de 5 mètres d'ouverture chacun, dont la première pile repose sur l'arche centrale, les trois suivantes sur un soubassement plein calé entre le pied de l'arche et le flanc rocheux du vallon, et la dernière directement sur la roche.

## Galerie de photos

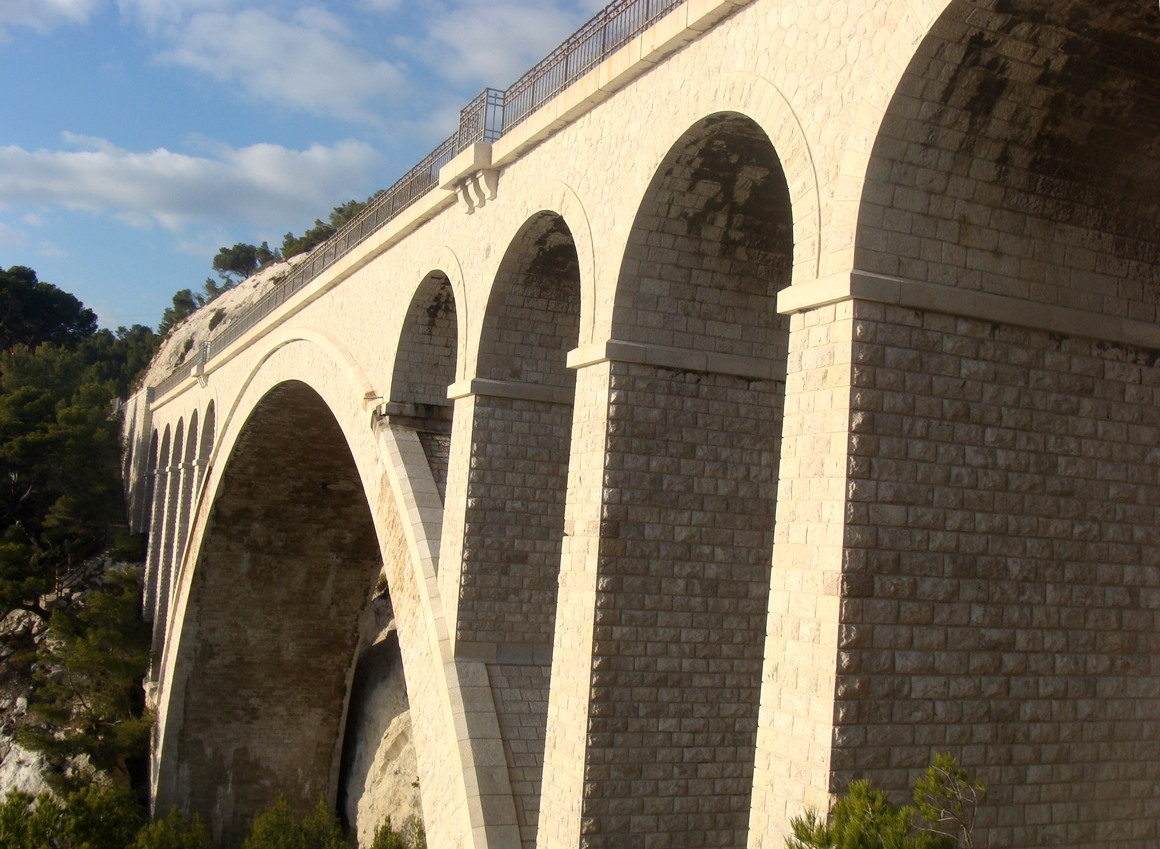
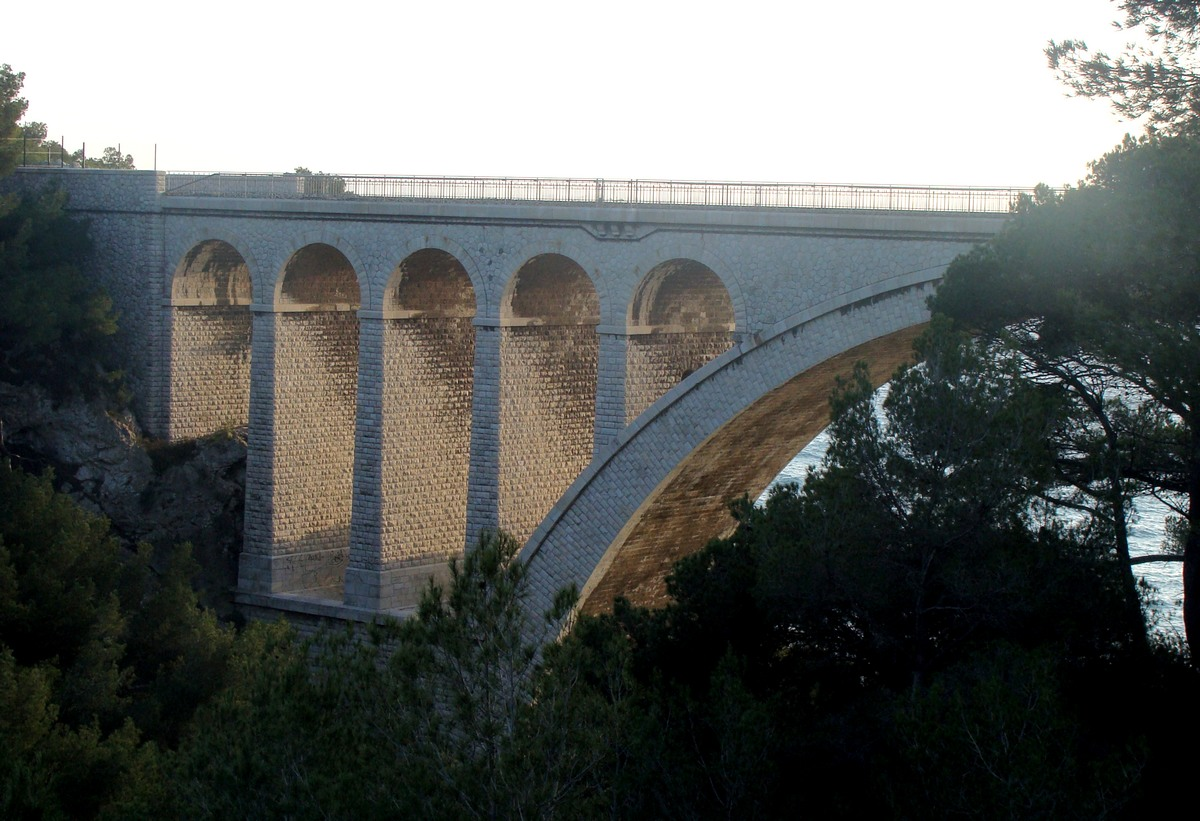
Viaduc des Eaux-salées, détails.
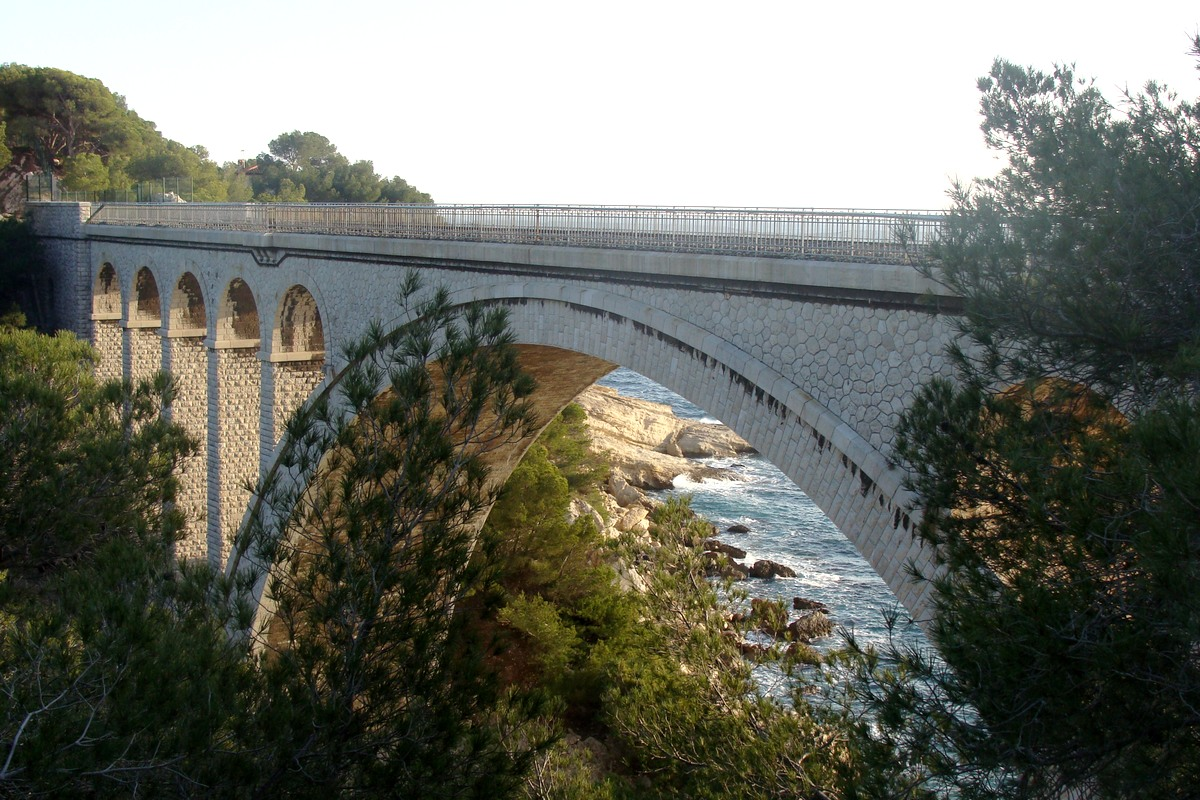
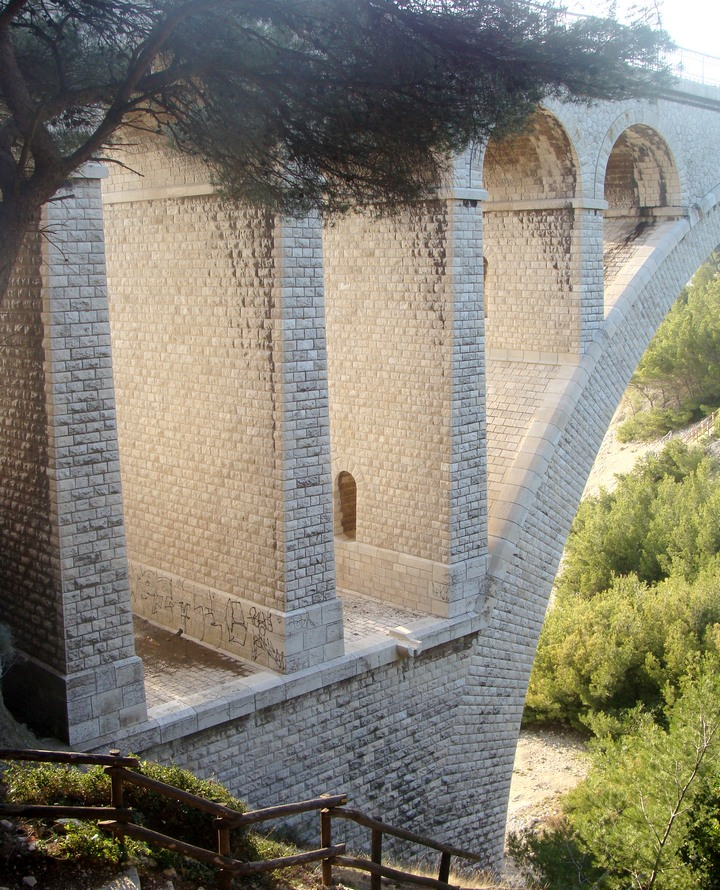
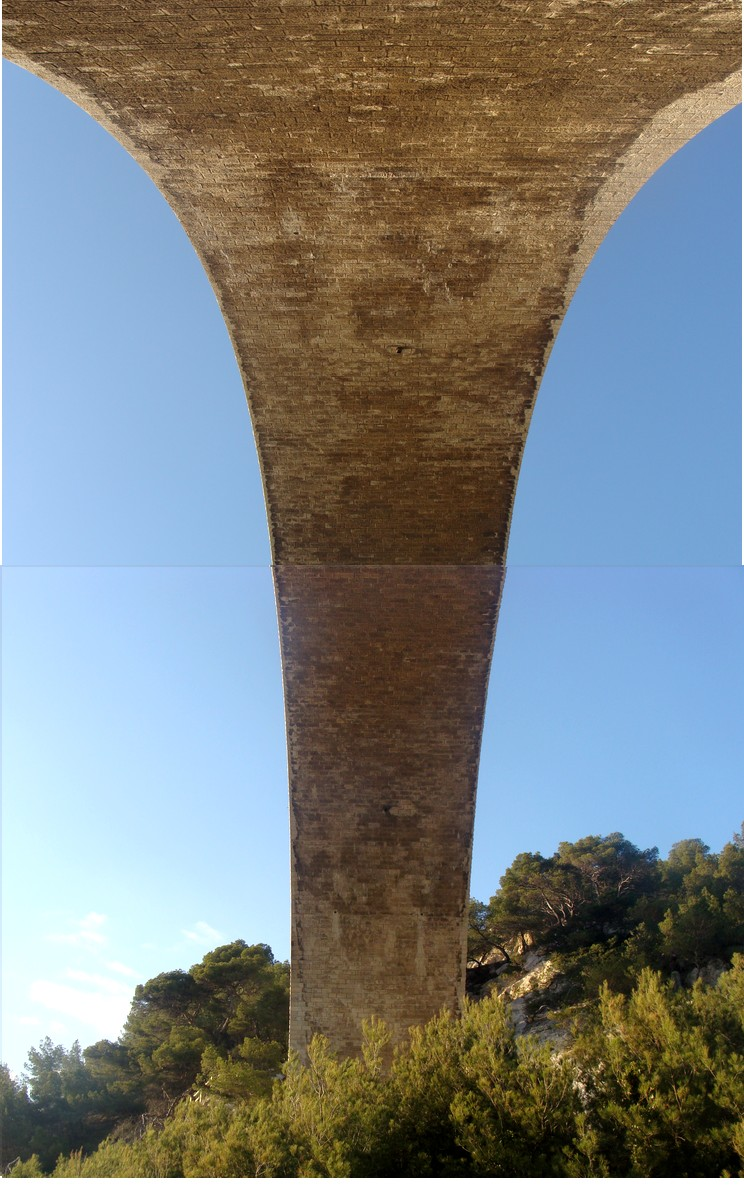
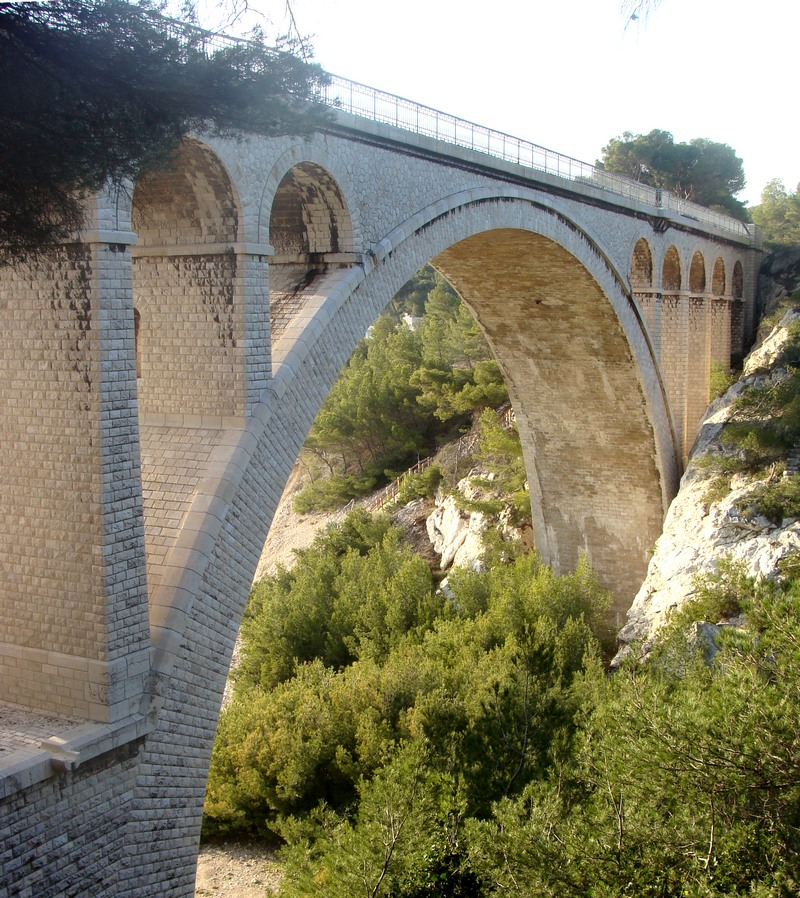